# Kemiosmoza
Kemiosmoza je proces, pri katerem ion potuje skozi sktruture v polprepustni membrani vzdolž elektrokemijskega gradienta. Predstavlja temeljni mehanizem tvorbe molekul ATP v procesu celičnega dihanja in primarnih (svetlobnih) reakcijah fotosinteze.
Pri celičnem dihanju, ki se dogaja v mitohondrijih, so vzdolž notranje mitohondrijske membrane nameščeni prenašalci elektronov, ki  oksidirajo NADH in FADH2. Energija iz teh oksidacij se porabi za transport protonov v smeri naraščajočega koncentracijskega gradienta. Vodikovi protoni potujejo iz sredice (matriks) mitohondrija v medmembranski prostor. Nakopičeni protoni se potem vračajo skozi encim ATP-sintazo. Medtem ko se protoni premikajo v smeri padajočega koncentracijskega gradienta nazaj v sredico, se sprošča energija in encim sintetizira ATP.
Povezavo elektronskega transporta, črpanja protonov in sinteze ATP imenujemo kemiosmotska sklopitev.